# Sungha Jung

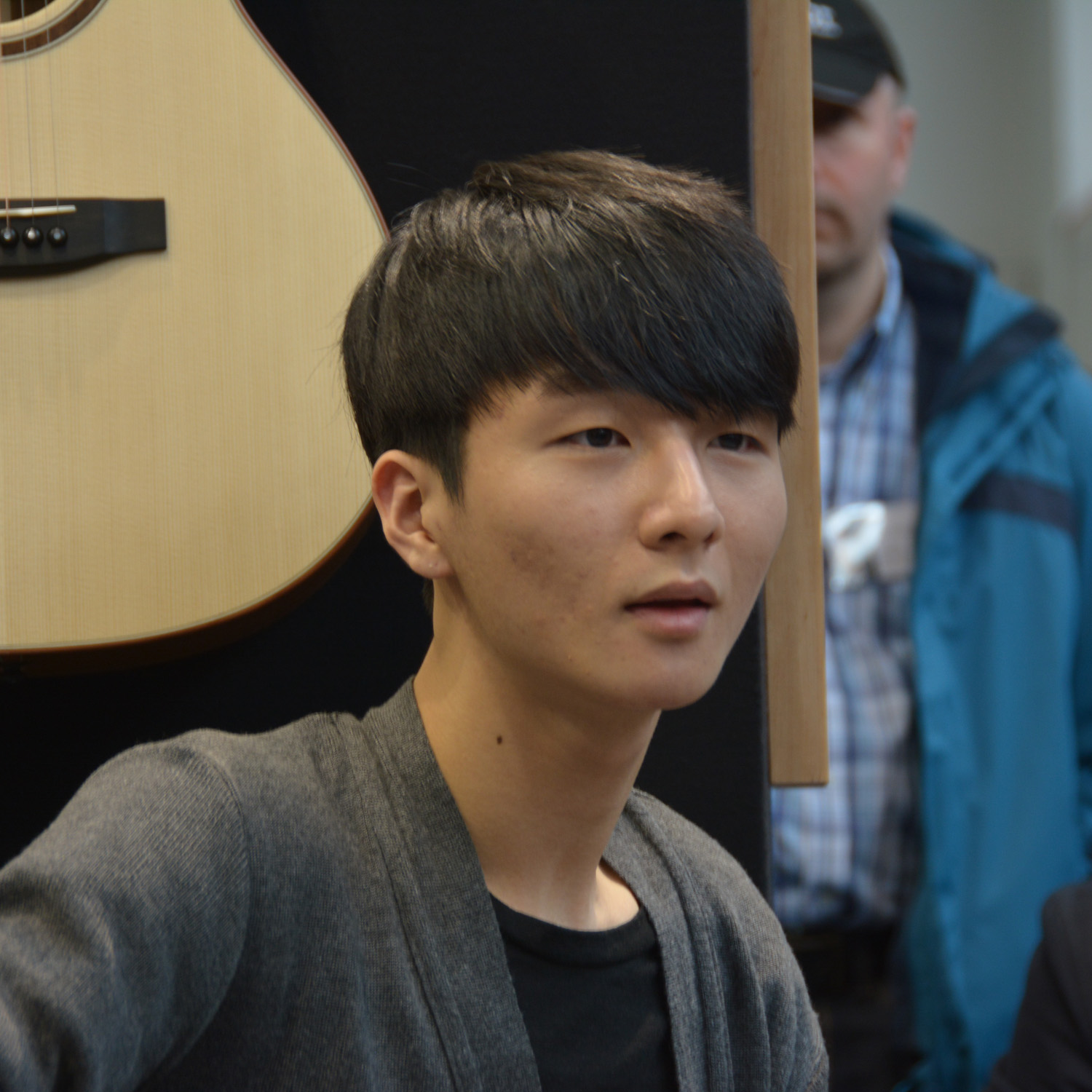
Sungha Jung

Sungha Jung (koreanska: 정성하), född 2 september 1996 i Cheongju, är en sydkoreansk fingerspelsgitarrist känd från Youtube och andra webbsidor. Han fick smeknamnet "Guitar Prodigy" ('gitarrunderbarn') och "August Rush" i Korea.
Sungha Jung är känd för sitt gitarrspel på Youtube sedan 2006. Det finns cirka 600 videoklipp på Youtube som visats mycket, i synnerhet i Sydkorea. I oktober 2008 laddades "Pirates Of The Caribbean" upp och den hade över 35 miljoner visningar fram till november 2012. År 2014 hade Jung drygt 2,7 miljoner prenumeranter (2015:över 3 miljoner) och 871 miljoner visningar. Jung har vunnit 15 utmärkelser på Youtube Awards, därav sex "#1"-utmärkelser.
Sungha Jung har gjort coverversioner av låtar av artister som  Michael Jackson, Céline Dion, Sting, Green Day, U2, Extreme, Nirvana, The Beatles, Eric Clapton, Guns N' Roses, Maroon 5, Bruno Mars, Psy, och Abba, samt flera tolkningar av musik från kända kompositörer som Yiruma, Maurice Ravel och J.S. Bach. 
Jung hade i februari 2011 komponerat 18 låtar, av vilka två finns med på hans debutalbum, "Perfect Blue". Han släppte sitt andra album, "Irony", den 21 september 2011. Hans tredje album "Paint It Acoustic" kom ut den 15 april 2013.
År 2010 var han med på Narshas soloalbum "Narsha" med låten I'm in love, år 2011 uppträdde han i USA med Trace Bundy, turnerade också i Skandinavien och Japan. Han har haft solokonsertturnéer i över 15 länder i Asien,  samt i USA, Frankrike och Tyskland. Sungha Jung medverkade på Brown Eyed Girls-medlemmen Narshas låt "I'm In Love" år 2010. Under 2012 gjorde han ett samarbete med 2NE1. De gjorde akustiska versioner av gruppens hitlåtar "Lonely" och "I Love You". Senare under 2012, deltog han i en live-scen med Big Bangs G-Dragon, med låten "That XX".
Sungha Jung medverkade som Ahn Hyeok i den koreanska filmen The Suicide Forecast. 2011.

## Diskografi

### Album
- Perfect Blue (2010)
- Irony (2011)
- The Duets (2012)
- Paint It Acoustic (2013)
- Monologue (2014)
- Two of Me (2015)

## Artistsamarbeten
- Ulli Bögershausen - Sunghas gitarr mentor, tysk solo gitarrist and guitar lärare
- Tommy Emmanuel - Sungha Jung har samarbetat med
- G-Dragon - har deltagit tillsammans med
- Trace Bundy - akustisk gitarrist varav Sungha samarbetar med
- Megan Lee